# Новоалександровский (Миллеровский район)
Новоалександровский — хутор в Миллеровском районе Ростовской области. Входит в состав Волошинского сельского поселения.

## География
На хуторе имеется одна улица: Самбургская.

## Население
| 2010 |
| ---- |
| 62   |